# Rivetina
Rivetina és un gènere d'insectes mantodeus de la família Mantidae.

## Taxonomia
- Rivetina asiatica Mistshenko, 1967
- Rivetina baetica Rambur, 1839
- Rivetina beybienkoi Lindt, 1961
- Rivetina buettikeri Kaltenbach, 1982
- Rivetina byblica La Greca i Lombardo, 1982
- Rivetina caucasica Saussure, 1871
- Rivetina compacta Lindt, 1980
- Rivetina crassa Mistshenko, 1949
- Rivetina dentata Mistshenko, 1967
- Rivetina deserta Mistshenko, 1967
- Rivetina dolichoptera Schulthess, 1894
- Rivetina elegans Mistshemko, 1967
- Rivetina excellens La Greca i Lombardo, 1982
- Rivetina fasciata Thunberg, 1815
- Rivetina feisabadica Lindt, 1961
- Rivetina gigantea Kaltenbach, 1991
- Rivetina gigas Saussure, 1871
- Rivetina grandis Saussure, 1872
- Rivetina inermis Uvarov, 1922
- Rivetina iranica La Greca i Lombardo, 1982
- Rivetina karadumi Lindt, 1961
- Rivetina karateginica Lindt, 1961
- Rivetina laticollis La Greca i Lombardo, 1982
- Rivetina monticola Mistshenko, 1956
- Rivetina nana Mistshenko, 1967
- Rivetina pallida Kaltenbach, 1984
- Rivetina parva Lindt, 1980
- Rivetina pulisangini Lindt, 1968
- Rivetina rhombicollis La Greca i Lombardo, 1982
- Rivetina similis Lindt, 1980
- Rivetina syriaca Saussure, 1869
- Rivetina tarda Lindt, 1980
- Rivetina varsobica Lindt, 1968